# Maoutia setosa
Maoutia setosa är en nässelväxtart som beskrevs av Hugh Algernon Weddell. Maoutia setosa ingår i släktet Maoutia och familjen nässelväxter. Inga underarter finns listade i Catalogue of Life.